# Nord (Zwickau)
Nord ist ein Stadtbezirk von Zwickau und liegt im Norden von Zwickau.
Zu dem Stadtbezirk gehören die Stadtteile Mosel, Pölbitz, Crossen, Weißenborn, Oberrothenbach, Niederhohndorf, Hartmannsdorf, Schneppendorf und Schlunzig.